# Rugilus erichsonii
Rugilus erichsonii är en skalbaggsart som först beskrevs av Fauvel 1867.  Rugilus erichsonii ingår i släktet Rugilus, och familjen kortvingar. Arten är reproducerande i Sverige.